# NGC 6364
NGC 6364 este o galaxie situată în constelația Hercule. A fost descoperită în iunie 1865 de către Édouard Stephan⁠(d). Se află la o distanță de 101 megaparseci de Pământ.